# Рогузня (Підкарпатське воєводство)
Рогузня (пол. Rogóźnia) — село в Польщі, у гміні Гарасюки Ніжанського повіту Підкарпатського воєводства. Населення — 160 осіб (2011).

## Історія
За даними етнографічної експедиції 1869—1870 років під керівництвом Павла Чубинського, у селі переважно проживали римо-католики, меншою мірою — греко-католики, які розмовляли українською мовою.
У 1975—1998 роках село належало до Тарнобжезького воєводства.

## Демографія
Демографічна структура станом на 31 березня 2011 року:
|          | Загалом | Допрацездатний вік | Працездатний вік | Постпрацездатний вік |
| -------- | ------- | ------------------ | ---------------- | -------------------- |
| Чоловіки | 89      | 17                 | 59               | 13                   |
| Жінки    | 71      | 16                 | 34               | 21                   |
| Разом    | 160     | 33                 | 93               | 34                   |